# Palpita forficifera
Palpita forficifera là một loài bướm đêm trong họ Crambidae.